# رنیریت
رنیریت  (به انگلیسی: Renierite) با فرمول شیمیایی Cu3(FeGe)S4 از مجموعه کانی هاست و در صورتی که نسبت Fe/Ge، ۱:۱ تا ۱:۲ باشد ژرمانیت و اگر۲:۱ باشد رنیریت است. از نام زمین‌شناس بلژیکی A.Renier اقتباس شده‌است. محلول در اسیدنیتریک متغیر، ایزومورف‌های منظم آن معمولاْ ژرمانیت‌ها هستند. برای اولین بار در اتریش کشف شد و از نظر شکل بلور: تترائدر - هگزائدر - رمبوئدر - دکائدر، رنگ: زرد - برنزی - قهوه‌ای صورتی، شفافیت: کدر(اپاک)، شکستگی: نامنظم، جلا: فلزی، رخ: ندارد و در رده‌بندی سولفور است همچنین خاصیت مغناطیسی قوی و منشأ تشکیل آن هیدروترمال است.
همایند کانی‌شناسی (پارانژ) آن سختی، اشعه X و واکنش های شیمیایی ژرمانیت - بورنیت- ژرمانیت- تترائدریت- انارژیت- بورنیت است.
، از نظر ژیزمان بلورهای دانه ریز - آگرگات‌های بلوری کمیاب است و بیشتر در زئیر، نامبیا،  و روسیه یافت می‌شود.

## منبع
- پردیس کشاورزی ایران